# William de Percy († 1175)
William de Percy (* um 1088; † 1175) war ein englischer Adliger.

## Leben
Er war anglonormannischer Herkunft und war ein Sohn von Alan Percy († zwischen 1130 und 1136) und Emma de Gant. Nach dem Tod seines Vaters wurde er mit dessen Ländereien, insbesondere dem Gut Topcliffe in Yorkshire, belehnt.
Er kämpfte 1138 auf Seiten König Stephans in der Standartenschlacht. Durch eine geschickt austarierte Politik während der Anarchie gelang es William de Percy zu einem wichtigen Baron in Yorkshire aufzusteigen. Gemessen in Knight’s fees konnte er seine Besitzungen um ganze 57 % steigern. Er tat sich als Stifter an zahlreiche monastische Gemeinschaften in Lincolnshire und Yorkshire hervor, insbesondere stiftete er im Januar 1148 das Zisterzienserkloster Sawley Abbey.
William wählte als Begräbnisort weder seine eigene Stiftung Sawley Abbey, noch den traditionellen Begräbnisort seiner Vorfahren Whitby Abbey, sondern ließ sich stattdessen im Zisterzienserkloster Fountains Abbey bestatten.

## Familie und Nachkommen
William de Percy heiratete zwei Mal: Seine erste Frau war Alice de Tonbridge († vor 1166), Tochter des Richard fitz Gilbert, 3. Lord de Clare. Aus dieser Ehe hatte er die Nachkommen:
- Alan de Percy († um 1166);
- Maud de Percy († 1204) ⚭ William de Beaumont, 3. Earl of Warwick († 1184);
- Agnes de Percy († 1204) ⚭ Joscelin von Löwen († 1180), Bruder der Adelheid von Löwen, Königsgemahlin von England, Sohn des Herzogs Gottfried VI. von Niederlothringen.

Seine zweite Frau war Sibyl de Valognes, die Witwe von Robert de Ros, Lord of Helmsley.
Da weder er, noch sein bereits vor ihm gestorbener Sohn legitime männliche Nachkommen hinterließen, erlosch mit seinem Tod, 1175, zum ersten Mal das Haus Percy in patrilinearer Folge. Seine Besitzungen wurden nach seinem Tod unter seine einzigen überlebenden Kindern, seinen beiden Töchtern, aufgeteilt. Da seine Tochter Maud kinderlos blieb, erbten die Nachkommen von Agnes und Joscelin von Löwen den Besitz der Percys.